# Nicolò Cherubin
Nicolò Cherubin (Vicenza, 2 dicembre 1986) è un allenatore di calcio ed ex calciatore italiano, di ruolo difensore, vice  allenatore del Lecco.

## Carriera

### Giocatore

#### Gli esordi nel Cittadella ed esperienze successive
Dopo quattro stagioni al Cittadella, viene acquistato in comproprietà dalla Reggina durante la sessione estiva del calciomercato 2007-2008, passando dalla Serie C1 alla Serie A, dove esordisce il 7 ottobre 2007, in Palermo-Reggina 1-1. Dopo solo 6 presenze in campionato e 3 in Coppa Italia, il 31 gennaio 2008 passa in prestito all'Avellino, dove colleziona 8 presenze.
A fine stagione non viene rinnovata la comproprietà con la Reggina e torna al Cittadella, formazione in cui milita per due stagioni da titolare, divenendone capitano e raggiungendo i play off nella stagione 2009-2010.

#### Bologna e Atalanta
Nell'estate del 2010 per la cifra di 1500000 € passa a titolo definitivo al Bologna, in Serie A. L'esordio con la squadra felsinea avviene il 24 ottobre 2010, quando gioca da titolare l'intera sfida casalinga contro la Juventus, terminata con il punteggio di 0-0.
La prima rete in Serie A arriva l'8 gennaio 2012, quando, colpendo il pallone di testa su punizione di Alessandro Diamanti, realizza il gol del vantaggio nella gara contro il Catania, terminata con il punteggio di 2-0 in favore del Bologna. Nella stagione successiva, il 28 ottobre 2012, sempre di testa segna la rete del momentaneo 1-2 nella partita casalinga contro l'Inter, vinta poi dai nerazzurri con il punteggio di 1-3. La stagione seguente comincia con un infortunio che ne preclude la possibilità di giocare almeno fino al 2014. Realizza il suo primo goal stagionale il 13 aprile contro il Parma.
Il 1º luglio 2014 passa in prestito biennale all'Atalanta. Fa il suo esordio con la maglia della squadra bergamasca il 14 settembre 2014 subentrando a Giuseppe Biava nella partita vinta per 2-1 sul campo del Cagliari. Segna il suo primo gol con gli orobici il 6 dicembre 2015 contro il Palermo.

#### Verona e Padova
Terminato il prestito alla squadra bergamasca, il giocatore fa ritorno al Bologna; il 31 agosto, ultimo giorno di calciomercato, passa in prestito con obbligo di riscatto all'Hellas Verona in Serie B che, contestualmente, cede in prestito alla squadra rossoblù il proprio difensore Filip Helander. Alla fine della stagione viene riscattato dai veneti.
Dopo una breve parentesi in prestito all'Ascoli, nel gennaio 2019 rescinde il contratto col Verona e si trasferisce a titolo definitivo al Padova.
La stagione successiva viene ingaggiato a stagione in corso dall' Arezzo.
Nell'agosto 2021 firma un contratto annuale con la Luparense, formazione padovana, militante in Serie D.

### Dopo il ritiro
Appese le scarpette al chiodo, Cherubin resta alla Luparense, in Serie D, in qualità di vice dell'allenatore Mauro Zironelli. Dopo un primo esonero di quest'ultimo, Cherubin assume ad interim la panchina della squadra, che guida nel turno di campionato del 21 dicembre 2022, prima di tornare nei ranghi a fronte del ritorno di Zironelli pochi giorni dopo.
Il 29 giugno 2023, viene ufficialmente ingaggiato come allenatore in seconda del Südtirol, in Serie B, andando così ad affiancare Pierpaolo Bisoli.
A inizio ottobre ottiene l’abilitazione per allenatore UEFA A a Coverciano che consente di guidare tutte le formazioni giovanili, comprese le squadre Primavera, e le prime squadre fino alla Lega Pro inclusa, nonché al tesseramento come allenatore in seconda in Serie A e in Serie B.
Come viceallenatore , dopo Bisoli segue Federico Valente subentrato al Südtirol e poi, dal febbraio 2025, al Lecco,

## Statistiche

### Presenze e reti nei club
| Stagione          | Squadra           | Campionato        | Campionato | Campionato | Coppe nazionali | Coppe nazionali | Coppe nazionali | Coppe continentali | Coppe continentali | Coppe continentali | Altre coppe | Altre coppe | Altre coppe | Totale | Totale |
| Stagione          | Squadra           | Comp              | Pres       | Reti       | Comp            | Pres            | Reti            | Comp               | Pres               | Reti               | Comp        | Pres        | Reti        | Pres   | Reti   |
| ----------------- | ----------------- | ----------------- | ---------- | ---------- | --------------- | --------------- | --------------- | ------------------ | ------------------ | ------------------ | ----------- | ----------- | ----------- | ------ | ------ |
| 2003-2004         | Cittadella        | C1                | 1          | 0          | CI-C            | 0               | 0               | -                  | -                  | -                  | -           | -           | -           | 1      | 0      |
| 2004-2005         | Cittadella        | C1                | 0          | 0          | CI-C            | 0               | 0               | -                  | -                  | -                  | -           | -           | -           | 0      | 0      |
| 2005-2006         | Cittadella        | C1                | 17         | 0          | CI+CI-C         | 2+0             | 0               | -                  | -                  | -                  | -           | -           | -           | 19     | 0      |
| 2006-2007         | Cittadella        | C1                | 31         | 2          | CI+CI-C         | 1+0             | 0               | -                  | -                  | -                  | -           | -           | -           | 32     | 2      |
| 2007-gen. 2008    | Reggina           | A                 | 6          | 0          | CI              | 3               | 0               | -                  | -                  | -                  | -           | -           | -           | 9      | 0      |
| gen.-giu. 2008    | Avellino          | B                 | 8          | 0          | CI              | -               | -               | -                  | -                  | -                  | -           | -           | -           | 8      | 0      |
| 2008-2009         | Cittadella        | B                 | 41         | 0          | CI              | 2               | 0               | -                  | -                  | -                  | -           | -           | -           | 43     | 0      |
| 2009-2010         | Cittadella        | B                 | 35+2       | 1          | CI              | 3               | 1               | -                  | -                  | -                  | -           | -           | -           | 40     | 2      |
| Totale Cittadella | Totale Cittadella | Totale Cittadella | 125+2      | 3          |                 | 8               | 1               |                    | -                  | -                  |             | -           | -           | 135    | 4      |
| 2010-2011         | Bologna           | A                 | 12         | 0          | CI              | 3               | 0               | -                  | -                  | -                  | -           | -           | -           | 15     | 0      |
| 2011-2012         | Bologna           | A                 | 21         | 1          | CI              | 2               | 0               | -                  | -                  | -                  | -           | -           | -           | 23     | 1      |
| 2012-2013         | Bologna           | A                 | 29         | 1          | CI              | 1               | 0               | -                  | -                  | -                  | -           | -           | -           | 30     | 1      |
| 2013-2014         | Bologna           | A                 | 15         | 1          | CI              | 0               | 0               | -                  | -                  | -                  | -           | -           | -           | 15     | 1      |
| Totale Bologna    | Totale Bologna    | Totale Bologna    | 77         | 3          |                 | 6               | 0               |                    | -                  | -                  |             | -           | -           | 83     | 3      |
| 2014-2015         | Atalanta          | A                 | 13         | 0          | CI              | 0               | 0               | -                  | -                  | -                  | -           | -           | -           | 13     | 0      |
| 2015-2016         | Atalanta          | A                 | 14         | 1          | CI              | 2               | 0               | -                  | -                  | -                  | -           | -           | -           | 16     | 1      |
| Totale Atalanta   | Totale Atalanta   | Totale Atalanta   | 27         | 1          |                 | 2               | 0               |                    | -                  | -                  |             | -           | -           | 29     | 1      |
| 2016-2017         | Verona            | B                 | 5          | 0          | CI              | 0               | 0               | -                  | -                  | -                  | -           | -           | -           | 5      | 0      |
| 2017-gen.2018     | Verona            | A                 | 0          | 0          | CI              | 0               | 0               | -                  | -                  | -                  | -           | -           | -           | 0      | 0      |
| Totale Verona     | Totale Verona     | Totale Verona     | 5          | 0          |                 | 0               | 0               |                    | -                  | -                  |             | -           | -           | 5      | 0      |
| gen.giu.2018      | Ascoli            | B                 | 10         | 0          | CI              | -               | -               | -                  | -                  | -                  | -           | -           | -           | 10     | 0      |
| gen.-giu. 2019    | Padova            | B                 | 15         | 0          | CI              | -               | -               | -                  | -                  | -                  | -           | -           | -           | 15     | 0      |
| 2019-2020         | Padova            | C                 | 3+1        | 0          | CI              | 1               | 0               | -                  | -                  | -                  | -           | -           | -           | 5      | 0      |
| Totale Padova     | Totale Padova     | Totale Padova     | 18+1       | 0          |                 | 1               | 0               |                    | -                  | -                  |             | -           | -           | 20     | 0      |
| 2020-2021         | Arezzo            | C                 | 22         | 0          | CI              | -               | -               | -                  | -                  | -                  | -           | -           | -           | 22     | 0      |
| 2021-2022         | Luparense         | D                 | 20         | 1          | CI-D            | 1               | 0               | -                  | -                  | -                  | -           | -           | -           | 21     | 1      |
| Totale carriera   | Totale carriera   | Totale carriera   | 318+3      | 8          |                 | 21              | 1               |                    | -                  | -                  |             | -           | -           | 342    | 9      |